# Dacia (okręg Braszów)
Dacia – wieś w Rumunii, w okręgu Braszów, w gminie Jibert. W 2011 roku liczyła 678 mieszkańców.